# Gruppe Ulbricht
Die Gruppe Ulbricht war eine von der Sowjetunion gesteuerte Gruppe von deutschen Politikern, die gegen Ende des Zweiten Weltkriegs ins besetzte Deutschland eingeflogen wurde. Sie bestand aus Funktionären der KPD und zehn „antifaschistischen Kriegsgefangenen“, die am 30. April 1945 aus der Sowjetunion nach Deutschland zurückkehrten. Sie sollte die Politische Hauptverwaltung der 1. Belorussischen Front bei der Neuorganisation des öffentlichen Lebens und der Verwaltung Berlins unterstützen und die Gründung von Parteien, Gewerkschaften und Organisationen vorbereiten. Die Gruppe wurde nach ihrem Leiter Walter Ulbricht benannt. Parallel dazu existierten zwei weitere Regionalgruppen. Die Gruppe Ackermann kam vor allem in Sachsen zum Einsatz und die Gruppe Sobottka wurde in Mecklenburg eingesetzt.

## Tätigkeit
Am 5. April 1945 definierte die Moskauer KPD-Führung die Aufgaben für die Gruppe Ulbricht und die anderen kommunistischen Kader, die nach Deutschland reisen sollten. Sie hätten darauf hinzuwirken, dass das Volk den Anweisungen der Sowjetischen Militärverwaltung folge. Zu diesem Zweck solle das Volk beruhigt und die Legende bekämpft werden, dass die Rote Armee es vernichten oder versklaven wolle. Es sei darum gegangen, den Hitlerstaat zu vernichten. Das deutsche Volk wolle und solle leben, müsse aber verstehen, dass dies nur friedlich und nicht auf Kosten anderer gehe. Daher solle die Bevölkerung dazu gebracht werden, alle „Hitlerbanditen“ an die Besatzungsbehörden zu übergeben. Die Katastrophe sei durch die Politik Adolf Hitlers herbeigeführt worden, das deutsche Volk trage dafür große Verantwortung. Die Kommunisten hätten vor dieser Katastrophe gewarnt. Die Kader sollten dem deutschen Volk in seiner Not helfen und gleichzeitig eine Basis für die Zukunft der KPD legen.
Die Gruppe Ulbricht flog von Moskau nach Minsk und anschließend weiter nach Kalau bei Meseritz. Sie fuhr im LKW weiter zum Sitz des politischen Stabs der Armee des sowjetischen Marschalls  Georgi Schukow, der sich in Bruchmühle, etwa 30 Kilometer östlich von Berlin befand. Dort wurden die Männer um Walter Ulbricht in der Buchholzer Straße 8 einquartiert. Mit ihrer Arbeit in Berlin begann die Gruppe Ulbricht am 2. Mai 1945, wobei sie bis zum 8. Mai von Bruchmühle aus ihre Tätigkeit ausübte. Anschließend war das Hauptquartier der Gruppe in Berlin-Friedrichsfelde in einem gut erhaltenen mehrstöckigen Haus in der Prinzenallee 80 (heute Einbecker Straße 41). Ulbricht nahm unter anderem Kontakt auf zum Arzt Ferdinand Sauerbruch und zum Schauspieler Heinz Rühmann, die neben anderen beim Aufbau der neuen Verwaltung beratend mitwirken, also in erster Linie Personen beleumunden sollten, die für ein Amt in Frage kamen.
Die Gruppenmitglieder waren in vielen Bereichen aktiv. So kümmerte sich etwa Hans Mahle unmittelbar nach Kriegsende um die Lebensmittelversorgung in Berlin, wurde aber bereits am 12. Mai 1945 vom sowjetischen Stadtkommandanten Nikolai Bersarin und Ulbricht beauftragt, den Rundfunk in der sowjetischen Besatzungszone aufzubauen.
Am 6. Mai 1945 übergab Ulbricht Bersarin die erste Namensliste mit Vorschlägen zur Besetzung wichtiger Verwaltungsposten in Berlin. Bei den Ernennungen von Bezirksbürgermeistern und Stadträten, die er vom 12. bis 19. Mai 1945 vornahm, entsprach Bersarin ohne Abweichung der Vorschlagsliste Ulbrichts. Offensichtlich ging auch die Ernennung Paul Markgrafs, der zu den zehn „antifaschistischen Kriegsgefangenen“ gehört hatte, zum Polizeipräsidenten in Berlin auf die Initiative Ulbrichts zurück.
Anfang Juni reisten Ulbricht, Ackermann und Sobottka nach Moskau zurück, um einen ersten Bericht zu geben und sich weitere Instruktionen geben zu lassen. Am 4. Juni 1945 trafen sie Wilhelm Pieck, Josef Stalin und Andrei Schdanow. Stalin wies sie an, eine „Partei der Werktätigen“ zu gründen, die für Proletarier, Bauern und Intellektuelle offenstehen solle. Diese Partei solle deutschlandweit arbeiten und mithelfen, die Einheit Deutschlands zu sichern, da die Westmächte seines Erachtens auf eine Teilung des Landes abzielten. Daher sei das Ziel die „Vollendung der bürgerl[ich]-demokr[atischen] Revolution“ durch eine „bürgerl[ich]-demokr[atische] Regierung“. Der Gründungsaufruf der KPD wurde von Anton Ackermann verfasst. In ihm sprach sich die neue Partei offen gegen eine Sowjetisierung Deutschlands aus. Stattdessen gehe es darum, die „Sache der bürgerlich-demokratischen Umbildung, die 1848 begonnen wurde, zu Ende zu führen“ und durch eine Bodenreform die „Überreste des Feudalismus“ zu beseitigen. Als Ziel nannte die Partei die „Aufrichtung einer antifaschistischen, demokratischen Republik mit allen demokratischen Rechten und Freiheiten für das Volk.“ Mit der Neugründung der KPD am 11. Juni 1945 hatte die Gruppe ihr erstes Ziel erreicht. Am 10. Juli zog sie in das Gebäude des Zentralkomitees der KPD um.

## Historische Einordnung
Bis 1955 wurde die Existenz der Gruppe Ulbricht in der DDR verschwiegen, nach Ansicht Wolfgang Leonhards, um die Rolle der kommunistischen Emigranten aus Moskau nicht zu betonen. Nach 1955 erschienen unterschiedliche Darstellungen hinsichtlich Zusammensetzung der Mitglieder und der Reihenfolge der Nennungen.
In der historischen Forschung ist umstritten, ob die Bekenntnisse Stalins und Ackermanns zur parlamentarischen Demokratie und den Grundrechten ernst gemeint waren oder nicht. Wolfgang Leonhard überliefert den viel zitierten Ausspruch Ulbrichts aus diesen Wochen: „Es ist doch ganz klar. Es muß demokratisch aussehen, aber wir müssen alles in der Hand haben.“ Der Deutung, dass das Ziel bereits im Frühjahr 1945 die Errichtung einer kommunistisch geprägten Herrschaft und die proklamierte Demokratie nur ein Übergangsstadium gewesen sei, folgen zum Beispiel Manfred Wilke und Klaus Schroeder. Wilfried Loth vertritt dagegen die Ansicht, dass Stalin durchaus ernsthaft ein im westlichen Sinne demokratisches Deutschland angestrebt habe. Nur so habe er die Viermächteverantwortung für Deutschland sichern können, ohne die ihm die Westmächte leicht den Zugriff auf die Ressourcen des Ruhrgebiets verwehren konnten, die er als Reparationen für den Aufbau der im Zweiten Weltkrieg verwüsteten Westgebiete der Sowjetunion benötigte. (Tatsächlich sollten die Amerikaner die Reparationslieferungen an die Sowjetunion aus ihrer Zone bereits im Mai 1946 unterbrechen.) Ein Verzicht auf eine Sowjetisierung seiner Besatzungszone sei für dieses Ziel ein geringer Preis gewesen, doch sei dieses Vorhaben durch den revolutionären Eifer von Walter Ulbricht und die Abschottungstendenzen des Westens vereitelt worden.

## Mitglieder der Gruppe Ulbricht
- Walter Ulbricht (1893–1973), später Erster Sekretär des ZK der SED und dann Staatsratsvorsitzender der DDR
- Fritz Erpenbeck (1897–1975), seit 1943 Mitarbeiter des Rundfunksenders Freies Deutschland
- Karl Maron (1903–1975), seit 1943 Redaktionsmitglied der Zeitung Freies Deutschland, später stellvertretender Chefredakteur der Zeitung Neues Deutschland und Innenminister der DDR
- Hans Mahle (1911–1999), Redakteur der deutschsprachigen Sendungen des Moskauer Rundfunks, später Chefredakteur der Schweriner Volkszeitung
- Walter Köppe (1891–1970), später bis 1955 Verwaltungsdirektor der Bauakademie Berlin und Mitarbeiter im Ministerium für Schwermaschinenbau
- Richard Gyptner (1901–1972), Sekretär des Komintern-Generalsekretärs Georgi Dimitroff, Redakteur beim Deutschen Volkssender in Moskau, später Leiter der Hauptabteilung Kapitalistisches Ausland im Außenministerium der DDR
- Wolfgang Leonhard (1921–2014; geführt unter dem Namen Wladimir Leonhard), Absolvent einer Schule der Komintern und Sprecher am Sender „Freies Deutschland“, brach 1949 mit dem Stalinismus und floh nach Jugoslawien, ein Jahr später Übersiedlung in die Bundesrepublik
- Otto Winzer (1902–1975; Moskauer Pseudonym: Otto Lorenz), später Chef der Privatkanzlei des Präsidenten der DDR, Wilhelm Pieck, und Außenminister der DDR
- Gustav Gundelach (1888–1962), Redakteur und Sprecher des Deutschen Volkssenders in Moskau, später KPD-Abgeordneter im ersten deutschen Bundestag
- Otto Fischer (1906–1974), technischer Sekretär

## Regionalgruppen
Für die Region Sachsen wurde eine Gruppe unter Leitung Ackermanns eingesetzt:
- Anton Ackermann (1905–1973; als Peter Ackermann geführt, da er in Moskau meist so genannt wurde)
- Hermann Matern (1893–1971)
- Fred Oelßner (1903–1977; als Fred Larew angeführt)
- Kurt Fischer (1900–1950)
- Heinrich Greif (1907–1946)
- Peter Florin (1921–2014), später ständiger Vertreter der DDR bei den Vereinten Nationen
- Franz Greiner
- Egon Dreger (1899–1970)
- Artur Hofmann (1907–1987)
- Georg Wolff (1906–1948)

Für die Region Mecklenburg-Vorpommern wurde eine Gruppe unter Leitung Sobottkas eingesetzt:
- Gustav Sobottka (1886–1953)
- Gottfried Grünberg (1899–1985)
- Willi Bredel (1901–1964)
- Stanislaw Switalla (1896–1970)
- Fritz Kahmann (1896–1978)
- Karl Raab (1906–1992)
- Oskar Stephan[14]
- Herbert Hentschke (1919–1991)
- Walter Offermann
- Bruno Schramm (1894–1959)
- ursprünglich vorgesehen: Rudolf Herrnstadt[15]